# Miguel Roig-Francolí
Miguel Ángel Roig-Francolí (Ibiza, Baleares, 1953) es un profesor español de Teoría Musical y Composición del College-Conservatory of Music de la Universidad de Cincinnati (Ohio, EE.UU). Es un compositor, teórico de la música, pedagogo y musicólogo español/estadounidense. Su obra Cinco piezas para orquesta (1980) -encargada por Radio Nacional de España y escrita en un estilo posmoderno y neotonal- ganó el 1.er Premio del Concurso Nacional de Composición de Juventudes Musicales Españolas en el año 1981 y además el 2.º Premio de la Tribuna Internacional de Compositores de la UNESCO de 1982, y ha sido ampliamente interpretada en España. Sus últimas composiciones suelen inspirarse en temas espirituales, textos sagrados y melodías del canto gregoriano . En 2016, Roig-Francolí ganó el American Prize in Composition (División Banda/Conjunto de Viento) por la obra Perseus, para banda sinfónica. Las obras de Roig-Francolí han sido interpretadas en España, Inglaterra, Alemania, México, Italia, Francia, Colombia, Grecia, Brasil, Suiza, Canadá y EE. UU. Respecto a sus publicaciones y líneas de investigación, hay que señalar sus libros de texto Harmony in Context (McGraw-Hill, 2020), publicado en su 3.ª reedición, Understanding Post-Tonal Music (Routledge, 2021) en su 2.ª edición, y una importante colección de artículos de investigación dedicados al análisis de la obra de algunos de los teóricos y compositores españoles más importantes de la música del Renacimiento como Tomás de Santa María, Antonio de Cabezón y Tomás Luis de Victoria. 

## Biografía
Miguel A. Roig-Francolí nació en la isla de Ibiza (España) en el año 1953. Estudió composición de forma privada en Madrid con Miguel Ángel Coria de 1976 a 1981 y se licenció en piano en el Conservatorio Profesional de Música de Baleares de Mallorca en 1982. Obtuvo su Maestría en Composición en 1985 en la Universidad de Indiana, donde estudió con el compositor chileno Juan Orrego-Salas. Luego recibió el Título de Profesor Superior de Armonía, Contrapunto, Composición e Instrumentación del Real Conservatorio de Madrid en 1988 y dos años más tarde se doctoró en la Universidad de Indiana con su tesis doctoral "Compositional Theory and Practice in Mid-Sixteenth-Century Instrumental Music: The Arte de tañer fantasía by Tomás de Santa María and the Music of Antonio de Cabezón ". Después de enseñar en Ithaca College, Northern Illinois University y Eastman School of Music, se convirtió en Profesor de Teoría Musical y Composición en la University of Cincinnati – College-Conservatory of Music en 2000. Aunque la mayoría de sus artículos publicados se refieren a la música española del siglo XVI y sus compositores, también ha escrito sobre música atonal y sobre el compositor del siglo XX, György Ligeti . Su primer libro de texto, Harmony in Context, fue publicado por McGraw-Hill en 2003 y ahora está en su tercera edición. Esto fue seguido en 2006 por Understanding Post-Tonal Music (también publicado por McGraw-Hill, actualmente en su segunda edición publicada por Routledge).
La carrera de Roig-Francolí como compositor comenzó a finales de la década de 1970 cuando era alumno de Miguel Ángel Coria. Su primera obra, Espejismos, se estrenó en el Festival Internacional de Barcelona en 1977. Su obra más famosa, Cinco Piezas para Orquesta, fue un encargo de Radio Nacional de España y compuesta en 1980. Tras ganar el Concurso Nacional de Composición de Juventudes Musicales de España en 1981, fue estrenada por la Orquesta Sinfónica de Radio y Televisión de España en el Teatro Real de Madrid en 1982, y posteriormente obtuvo el segundo premio en la Tribuna Internacional de Compositores de la UNESCO (París, 1982). La obra, descrita por el musicólogo Antoni Pizà como una "pionera absoluta" en la introducción de la estética posmoderna en la música española, ha sido interpretada en España por la Orquesta Nacional de España (dirigida por Jesús López Cobos), Orquesta Ciudad de Barcelona, Orquesta Sinfónica de Madrid y Orquesta Sinfónica de las Islas Baleares. La partitura ha sido la base de dos ballets: La Espera (coreografiado por Ray Barra e interpretado por el Ballet Nacional del Teatro de la Zarzuela en 1987) y Five Elements (coreografiado por Jiang Qi e interpretado por Dance China NY en Nueva York en 2010). Después de 1987, se concentró principalmente en su investigación académica y enseñanza, pero volvió a componer en 2003 en lo que describió como una reacción personal a la guerra de Irak : "Después de la guerra de Irak y otros eventos, volví a la composición como una forma de involucrarme con el mundo que me rodea". Las obras de este segundo período creativo suelen tener temas espirituales y a menudo se basan en textos sagrados y melodías del canto gregoriano. Destacan las obras corales Dona eis requiem (En memoria de las víctimas inocentes de la guerra y el terror) (estrenada por la Orquesta Sinfónica de las Islas Baleares y Coral Cármina en 2006), Antífona y Salmos por las víctimas del genocidio (estrenada por la Orquesta y Coro de la Comunidad de Madrid en 2008) y Missa pro pace (estrenada por la Orquestra Simfònica i Cor Ciudad de Ibiza en 2008). Una de las obras más recientes de Roig-Francolí, Canciones del infinito, fue un encargo de la Fundación para la Música Ibérica . Se estrenó en el Carnegie Hall el 24 de octubre de 2010. El 17 de noviembre de 2013 tuvo lugar en el Weill Recital Hall del Carnegie Hall un concierto monográfico dedicado a la música de cámara de Roig-Francolí. Otras obras recientes incluyen Tres poemas astrales (Orión, Andrómeda y Perseo), para orquesta; Sonata para dos guitarras, compuesta para Duo Melis; y Sinfonía “De profundis” para orquesta.

## Premios
- Primer premio, Concurso Nacional de Composición de Juventudes Musicales Españolas (1981)[6]
- Segundo premio, Tribuna Internacional de Compositores de la UNESCO (París, 1982)[6]
- Premio del Decano de Tesis Doctoral, Universidad de Indiana (1991)
- Premio Dana Research Fellow, Ithaca College (1992)
- Medalla de Honor, Conservatorio Superior de Música de las Islas Baleares (2004)[6]
- Premio AB "Dolly" Cohen a la Excelencia en la Enseñanza, Universidad de Cincinnati (2007)[12]
- Premio George Rieveschl, Jr. por Trabajo Creativo y/o Académico, Universidad de Cincinnati (2009)[13]
- Premio Ramon Llull, Gobierno de las Islas Baleares (España, 2010)[14]
- Premio Distinguido Profesor Docente, Universidad de Cincinnati (2013)[15]
- Medalla de Oro de la Isla de Ibiza, España (2014)[16]
- American Prize in Composition (División Banda/Conjunto de Viento), por Perseus, para banda sinfónica (2016)[17]

## Publicaciones

### Libros
- Harmony in Context (3ª ed.). McGraw-Hill, 2020. ISBN 978-1-260-05576-4
- Understanding Post-Tonal Music (2ª ed). Routledge, 2021. ISBN 978-0-367-35535-7 . Traducción al chino, Beijing: People's Music Publishing House, 2012.
- Anthology of Post-Tonal Music (2ª ed). Routledge, 2021. ISBN 978-0-367-35538-8 (Volumen complementario de Understanding Post-Tonal Music )

### Artículos y Reseñas
- “From Renaissance to Baroque: Tonal Structures in Tomás Luis de Victoria’s Masses.” Music Theory Spectrum 40/1 (2018): 27-51.
- “A Pedagogical and Psychological Challenge: Teaching Post-Tonal Music to Twenty-First-Century Students.” Indiana Theory Review 33 (2017): 36-68.
- “A Pedagogical and Psychological Challenge: Teaching Post-Tonal Music to Twenty-First-Century Students.” Traducción al portugués de Alex Pochat. Teoria e Análise Musical em Perspectiva Didáctica, Salvador (Brazil): UFBA, 2017, pp. 19–46.
- “Approaching the Analysis of Post-1945 Music: Pedagogical Considerations.” Revista Portuguesa de Musicologia 3/1 (2016): 57-78.
- "Los tientos 68, 65 y 67 de Obras de Música: Estudio analítico de tres obras maestras de Cabezón." Anuario Musical 69 (2014): 61–72
- "Tonal Structures in the Magnificats, Psalms, and Motets by Tomás Luis de Victoria." En Estudios. Tomás Luis de Victoria. Studies. Ed. Javier Suárez-Pajares y Manuel del Sol. Madrid: ICCMU, 2013, pp. 145–162.
- "Some Basic Principles of Good Teaching." Music Theory Pedagogy Online, 2013.
- “Semblanzas de Compositores Españoles: Antonio de Cabezón (1510–1566).” Revista de la Fundación Juan March 393, Madrid (Marzo 2010): 2–7.
- “Reply to Ryan McClelland's article 'Teaching Phrase Rhythm through Minuets from Haydn's String Quartets,' vol. 20, 2006.” Journal of Music Theory Pedagogy 21 (2007): 179–82.
- “Procesos compositivos y estructura musical: Teoría y práctica en Antonio de Cabezón y Tomás de Santa María.” En Políticas y prácticas musicales en el mundo de Felipe II (Madrid: Instituto Complutense de Ciencias Musicales, 2004): 393–414.
- “A Theory of Pitch-Class-Set Extension in Atonal Music.” College Music Symposium 41 (2001): 57–90.
- “Santa María, Tomás de.” New Grove Dictionary of Music and Musicians, 7th ed.
- Diccionario de la Música Española e Hispanoamericana (Madrid). Artículos sobre “Tañer a consonancias” y “Tañer fantasía”.
- “Paradigms and Contrast in Sixteenth-Century Modal Structure: Commixture in the tientos of Antonio de Cabezón.” Journal of Musicological Research 19 (2000):1–47.
- Reseña del libro italiano Canone infinito (540 pp.), de Loris Azzaroni. Analisi: Rivista di teoria e pedagogia musicale 30 (1999): 24–31.
- “Dos tientos de Cabezón basados en tonos del Magnificat.” Revista de Musicología 21 (1998): 1–19.
- “Teoría, análisis, crítica: Reflexiones en torno a ciertas lagunas en la musicología española.” Revista de Musicología 18 (1995): 11–25.
- “Harmonic and Formal Processes in Ligeti's Net-Structure Compositions.” Music Theory Spectrum 17/2 (1995): 242–67.
- Reseña de Historical Organ Techniques and Repertoires: An Historical Survey of Organ Performance Practices and Repertoires. Vol. 1: Spain, 1550-1830. MLA Notes (Septiembre 1995): 297–99.
- “Playing in Consonances: A Spanish Renaissance Technique of Chordal Improvisation.” Early Music (Agosto 1995): 93–103.
- “Modal Paradigms in Mid-Sixteenth-Century Spanish Instrumental Composition: Theory and Practice in Antonio de Cabezón and Tomás de Santa María.” Journal of Music Theory 38/2 (1994): 247–89.
- Reseña de Apparitions and Macabre Collage, by György Ligeti. MLA Notes 51/1 (1994): 421–23.
- “En torno a la figura y la obra de Tomás de Santa María: Aclaraciones, evaluaciones, y relación con la música de Cabezón.” Revista de Musicología (Madrid) 15/1 (1992): 55–85.
- “Bass Emancipation in Sixteenth-Century Spanish Instrumental Music: The Arte de tañer fantasía by Tomás de Santa María.” Indiana Theory Review 9 (1988): 77–97.

## Composiciones
- Espejismos (10') : flauta, oboe, clarinete, vibráfono, percusión, piano, clavecín, violín, viola, violonchelo, cinta (1977)
- Suite Apócrifa (12') : Piano (1978)
- Quasi Variazioni (9') : flauta, oboe, clarinete, trompa, fagot, violín, viola, violonchelo, bajo, piano, 4 voces femeninas (1979)
- Concierto en Do (10'40”) : Doble quinteto y piano (1979)
- Rondó, op. 5 (12') : Orquesta y coro (1980)
- Cinco Piezas para Orquesta (17”) : Orquesta (1980)
- Conductus (12'30”) : Orquesta (1981)
- Playtime, para tres jóvenes violinistas (3') : Tres violines (1982)
- Cantata sobre Vita Nuova de Dante (30') : barítono, coro, orquesta (1983)
- Partita para ocho instrumentos (14') : flauta, oboe, clarinete, marimba, violín, viola, violonchelo, bajo (1983)
- Sonata para violonchelo y piano (12') : Violonchelo y piano (1984)
- Tres Cantigas d'Amigo (9') : Soprano, quinteto de percusión (1984)
- Concerto Grosso (14') : Orquesta (1984)
- Diferencias y Fugas (12') : Cuarteto de cuerda (1987)
- Toccata de Pascua (5'40") : Órgano (2004)
- Dona eis requiem (En memoria de las víctimas inocentes de la guerra y el terror) (11') : Orquesta de cámara y coro de cámara (2005)
- Antífona y Salmos por las Víctimas del Genocidio (17') : Orquesta de Cámara y Coro de Cámara opcional (2005)
- Cánticos para una Tierra Sagrada (16'50") : Doble quinteto y dos percusionistas (2006)
- Cánticos para una Tierra Sagrada (18'20") : Orquesta (2006–07)
- Missa pro pace (23') : Coro mixto y cuerdas (2007)
- Improvisaciones para Jennifer, núms. 1, 2 y 3 : Violín solo (2007)
- Himne a Santa Agnès : coro y piano (2008)
- Cinco miniaturas góticas (10') : Coro a cappella (2009)
- Canciones del Infinito (18'30") : Violín y piano (2010)
- Canciones del Infinito (18'30") : Violín y orquesta (2010)
- Missa pro pace (23') : Coro mixto y órgano (2010)
- Orión (12') ( Tres poemas astrales, n.º 1): Orquesta (2011)
- Canciones de luz y oscuridad (16') : Trío con piano (2011)
- Cinco canciones con los ojos cerrados (sobre poemas de Antonio Colinas) (12') : Soprano o tenor y piano (2011)
- Desconhort (sobre un poema de Ramon Llull) (7') : Tenor y cuarteto de cuerdas (2012)
- Andrómeda (12') ( Tres poemas astrales, núm. 2): Orquesta (2012)
- Perseo (11') (Tres poemas astrales, núm. 3): Orquesta (2014)
- Tres poemas astrales (I. Orion, II. Andrómeda, III. Perseo) (35') : Orquesta (2011-2014)
- Un piccolo concerto grosso (3') : Tres violines solistas y conjunto de cuerdas juvenil (2014)
- Chaconne: Of Loss and Hope (5') : Orquesta de cuerdas (2014)
- Perseo (11') : Banda sinfónica (2014)
- Seis preludios según Chopin (6' 30") : Piano (2015)
- Canciones de luz y oscuridad (16') : Orquesta de cámara (2015)
- Los dúos YoYo-Ono (14'15") : Dos violonchelos (2015)
- Los dúos YoYo-Ono (10'45") : Dos fagotes (2015)
- The Star Spangled Banner : Arreglo para 50 violonchelos (2015)
- Un piccolo concerto grosso (11') : Tres violines solistas y orquesta de cuerdas (2015)
- Sonata, para dos guitarras (16') : Dos guitarras (2015)
- Kyrie for Humanity (11'30") : Coro a 8 voces y octeto de saxofones (2015)
- Orión (12') : Banda sinfónica (2015)
- Dos poemas astrales (Orión y Perseo) (23') : Banda sinfónica (2015)
- A Tale of Madness (Folía) (3'12") : Conjunto de vientos de cámara (13 instrumentos) (2016)
- Sinfonía, "De profundis" (31') : Orquesta (2016)
- O Canada (2' 40") : 14 violonchelos (2016)
- A Tale of Madness (Folía) (4' 50") : Banda sinfónica (2017)
- Dos cançons populars eivissenques: Coro infantil y piano (2019)